# Barbagia

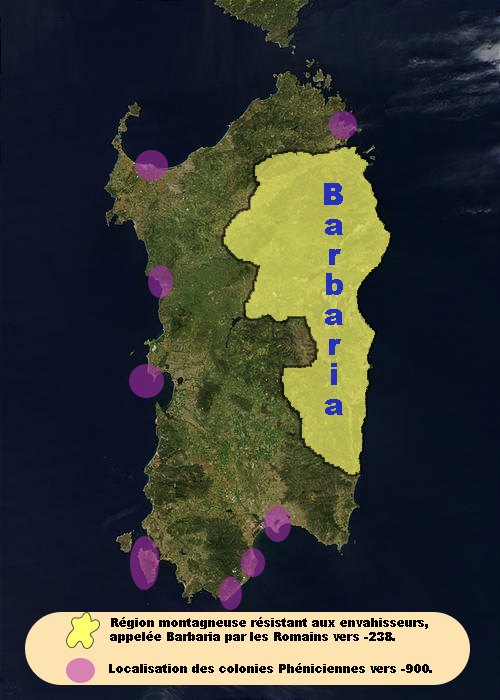
Région qui a résisté aux Phéniciens, aux Carthaginois et aux Romains.

La Barbagia ( Barbàgia ou Barbaza en sarde ) est une grande zone montagneuse du centre de la Sardaigne qui s'étend sur le versant du massif montagneux du Gennargentu. La zone se compose de l'aire de répartition du Gennargentu et de l'Ogliastra, du Supramonte (en) et de toute la province de Nuoro jusqu'à Bitti . Elle borde les régions de Gallura , Baronia et la province d'Oristano , la vallée de Tirso et la région de Sarcidano et couvre une superficie de près de 1 300 km2 avec une population d'environ 120 000 habitants. La ville la plus peuplée est Nuoro. Les habitants de la Barbagia sont les Barbaginois (Barbagini en Sarde).

## Histoire
Son nom vient du latin, Barbaria, parce qu'elle est historiquement moins soumise à l'Empire romain que la côte : de ce fait, ses habitants recalcitrants étaient considérés comme « barbares ». Selon une thèse de l'archéologue Giovanni Lilliu, l'histoire sarde a été de tout temps caractérisée par ce qu'il a appelé la constante de la résistance sarde, opposée aux envahisseurs. 
L'emplacement géographique de cette région aidant, ils ont souvent fait preuve d'une capacité à résister. En conséquence c'est dans cette région que l'on trouve le plus fort pourcentage de toponymes (nom de lieux) d'origine pré-romaine que l'on peut rapprocher par exemple d'une langue comme le basque.

## Les sept Barbagie
La région est traditionnellement divisée en sept zones :
- La Barbagia di Nuoro, autour de Nuoro
- La Barbagia di Ollolai, aussi appelée Barbagia supérieure, autour de Ollolai
- La Barbagia del Mandrolisai
- La Barbagia di Belvì, aussi appelée Barbagia centrale, autour de Belvì
- La Barbagia di Seùlo, aussi appelée Barbagia inférieure, autour de Seùlo
- La Barbagia di Trigonia, aussi appelée Ogliastra
- La Barbagia di Bitti, autour de Bitti